# Station Ottebol
Station Ottebol is een spoorwegstation aan de Värmlandsbanan in de Zweedse plaats Ottebol. De treinen van Värmlandstrafik stoppen maar enkele keren per dag op dit station.

## Treinverbindingen
| Serie | Treinsoort       | Route | Bijzonderheden |
| ----- | ---------------- | --- | --- |
| 70    | Stoptrein (VTAB) | (Kongsvinger – ) Charlottenberg – Ottebol – Arvika – Kil – Karlstad – Kristinehamn ( – Degerfors – Örebro) | Een aantal treinen per dag vanaf Kongsvinger en tot Örebro. Stopt beperkt op de haltes Ås, Lerot, Ottebol, Brunsberg en Lene. |